# Christy Prior
Christy Prior (ur. 28 listopada 1988 w Okehampton) – nowozelandzka snowboardzistka pochodzenia brytyjskiego, specjalizująca się w halfpipe'ie i slopestyle'u. W Pucharze Świata zadebiutowała 16 marca 2013 roku w Szpindlerowym Młynie, zajmując jedenastą pozycję w slopestyle'u. Tym samym już w swoim debiucie zdobyła pierwsze pucharowe punkty. Na podium zawodów tego cyklu po raz pierwszy znalazła się 19 stycznia 2014 roku w Stoneham, wygrywając rywalizację w tej samej konkurencji. Wyprzedziła tam dwie rodaczki: Cheryl Maas z Holandii i Austriaczkę Annę Gasser. Najlepsze wyniki w Pucharze Świata osiągnęła w sezonie 2013/2014, kiedy to zajęła 7. miejsce w klasyfikacji generalnej AFU, natomiast w klasyfikacji slopestyle'u była trzecia. W 2014 roku wystąpiła na igrzyskach olimpijskich w Soczi, zajmując 21. miejsce w slopestyle'u. W 2019 roku, na mistrzostwach świata w Park City zajęła 22. miejsce w slopestyle'u.

## Osiągnięcia

### Igrzyska olimpijskie
| Miejsce | Dzień    | Rok  | Miejscowość | Konkurencja | Zwyciężczyni   |
| ------- | -------- | ---- | ----------- | ----------- | -------------- |
| 21.     | 9 lutego | 2014 | Soczi       | Slopestyle  | Jamie Anderson |

### Mistrzostwa świata
| Miejsce | Dzień    | Rok  | Miejscowość | Konkurencja | Zwyciężczyni         |
| ------- | -------- | ---- | ----------- | ----------- | -------------------- |
| 22.     | 9 lutego | 2019 | Park City   | Slopestyle  | Zoi Sadowski-Synnott |

### Puchar Świata

#### Miejsca w klasyfikacji generalnej
- - AFU[2]
- sezon 2012/2013: 58.
- sezon 2013/2014: 7.
- sezon 2014/2015: 32.
- sezon 2015/2016: 38.
- sezon 2017/2018: 16.

#### Miejsca na podium w zawodach
1. Stoneham – 19 stycznia 2014 (slopestyle) - 1. miejsce
2. Pjongczang – 21 lutego 2016 (slopestyle) - 3. miejsce
3. Mönchengladbach – 2 grudnia 2017 (Big Air) - 3. miejsce
4. Snowmass – 12 stycznia 2018 (slopestyle) - 1. miejsce